# NEC μPD7220

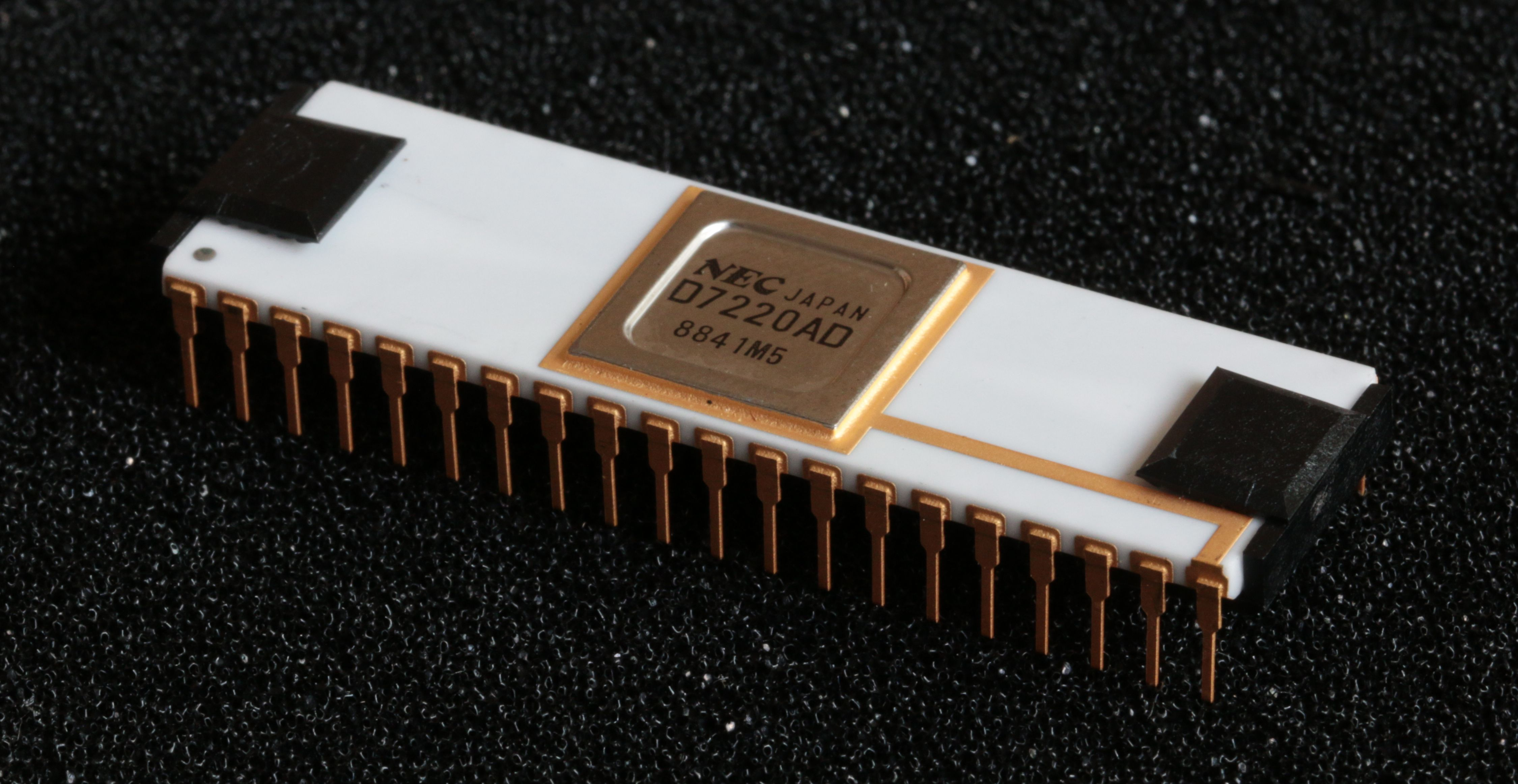
μPD7220A

NEC μPD7220 또는 고성능 그래픽 디스플레이 컨트롤러 7220(High-Performance Graphics Display Controller 7220, 일반적으로 μPD7220 또는 NEC 7220)은 선, 원, 호 및 문자 그래픽을 비트맵 디스플레이에 그릴 수 있는 비디오 디스플레이 컨트롤러이자 그래픽 처리 장치이다. 일본전기(NEC)에서 한자를 효율적으로 지원하기 위해 개발했으며, 이는 APC 컴퓨터 제품군이 경쟁 모델에 비해 뛰어난 그래픽 성능을 발휘하는 이유를 설명한다. 이 칩은 NEC N5200에 처음 사용되었으며, 이후 NEC PC-9801, APC II 및 APC III, NECcomputer, DEC 레인보의 옵션 그래픽 모듈, NCR 디시전 메이트 V, 튤립 시스템-1, 엡손 QX-10 등 다양한 컴퓨터에 사용되었다.
μPD7220은 그래픽 디스플레이 프로세서를 단일 LSI(대규모 집적 회로) 칩으로 구현한 최초의 제품 중 하나로, 넘버 나인 비주얼 테크놀로지(Number Nine Visual Technology)와 같은 저가 고성능 비디오 그래픽 카드 설계를 가능하게 했다. 1980년대 가장 잘 알려진 그래픽 칩 중 하나였다.